# Aecidium cerrense
Aecidium cerrense é uma espécie de cogumelos pertence ao grupo Basidiomycota, que foi descrita pela primeira vez por Paul Christoph Hennings, em 1904. Aecidium cerrense pertence à ordem Aecidium, ordem Pucciniales, ordem Pucciniomycetes, ordem Basidiomycota. Não há tipos listados como este.